# 암흑 성운
천체에서 암흑 성운(Dark nebula, 暗黑 星雲)은 성간운, 특히 분자운의 한 종류로, 그 밀도가 매우 높아서 뒤에 있는 별이나 발광성운 또는 반사성운과 같은 물체에서 나오는 가시광을 가린다. 빛의 소광은 분자운의 가장 차갑고 밀도가 높은 부분에 있는 우주진에 의해 발생한다. 암흑 성운의 성단과 거대한 복합체는 거대 분자운과 관련이 있다. 고립된 작은 암흑 성운은 보크 구상체라고 불린다. 다른 성간 먼지나 물질처럼, 그것이 가리는 것들은 전파 천문학에서 전파를 사용하거나 적외선 천문학에서 적외선을 사용해야 만 볼 수 있다.

## 투명성
암흑 구름은 얼어붙은 일산화 탄소와 질소로 덮인 수 마이크로미터 크기의 먼지 입자들 때문에 그렇게 보인다. 이 입자들은 가시광선 파장의 빛의 통과를 효과적으로 막는다. 또한 분자 수소, 원자 헬륨, C18O (산소의 18O 동위 원소를 가진 CO), CS, NH3 (암모니아), H2CO (폼알데하이드), c-C3H2 (사이클로프로페닐리덴) 및 분자 이온 N2H+ (다이아제닐륨)가 존재하며, 이들은 모두 비교적 투명하다.

## 형태
이러한 암흑 구름의 형태는 매우 불규칙하다. 명확하게 정의된 외부 경계가 없으며 때로는 복잡한 뱀 모양을 띈다.

## 밝기
가장 가깝고 가장 큰 암흑 성운은 육안으로 볼 수 있다. 이는 지구와 성운 사이에 있는 별들에 의해 가장 적게 가려지기 때문이며, 각 크기가 가장 크기 때문에 우리 은하의 더 밝은 배경에 대해 석탄자루 성운이나 대균열처럼 어두운 패치로 나타난다. 육안으로 볼 수 있는 이 물체들은 때때로 암흑 성운 별자리라고 불리며 다양한 이름을 갖는다.

## 현상
암흑 성운의 내부 분자 영역에서는 항성 형성 및 메이저와 같은 현상이 발생한다.

## 복합체와 별자리
분자운과 함께 암흑 성운은 분자운 복합체를 이룬다.
암흑 성운은 밤하늘에 명백한 암흑 성운 별자리를 형성한다.

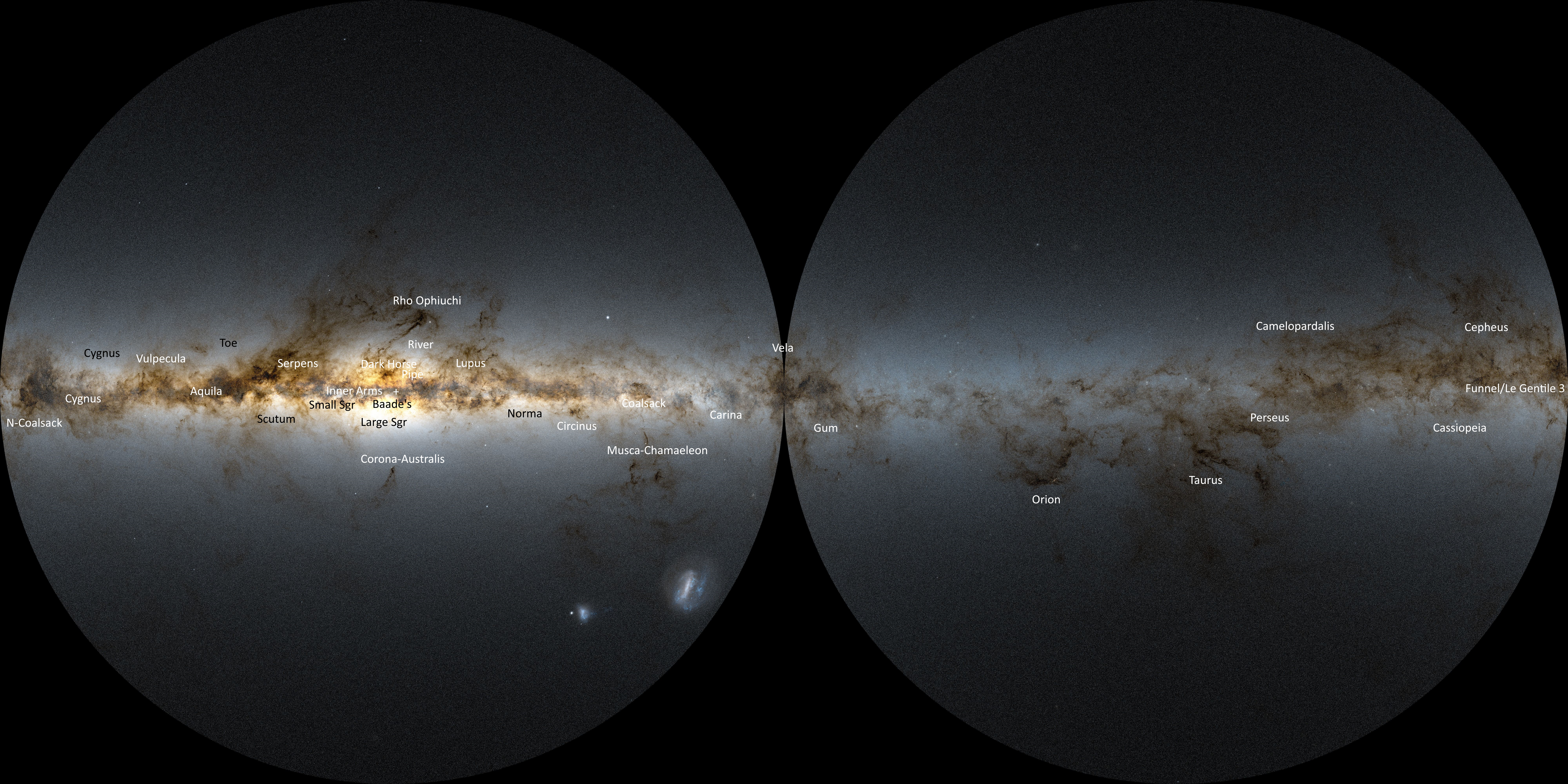
가이아가 본 우리 은하로, 눈에 띄는 어두운 특징은 흰색으로, 눈에 띄는 성운은 검은색으로 표시되어 있다.

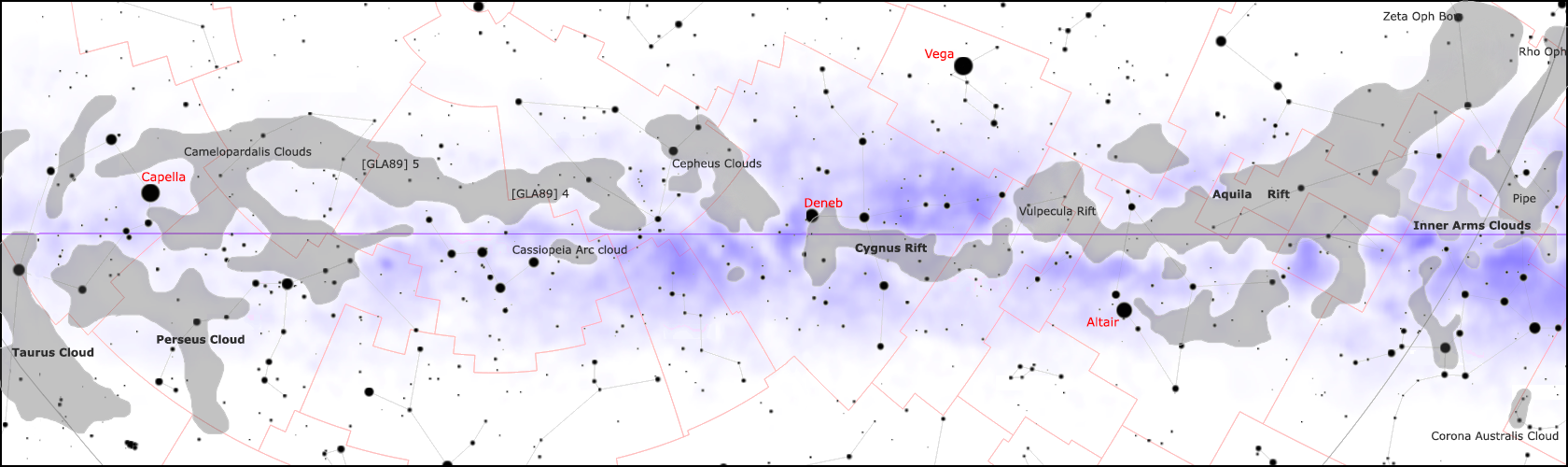
태양향점 쪽 은하면의 주요 암흑 성운

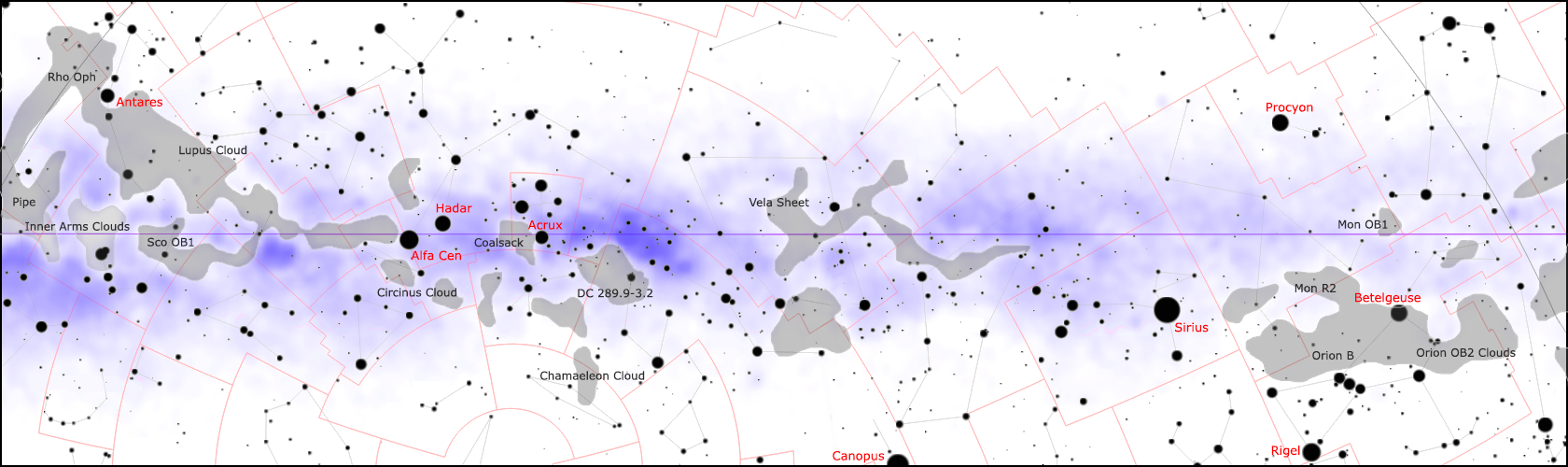
태양반향점 쪽 은하면의 주요 암흑 성운

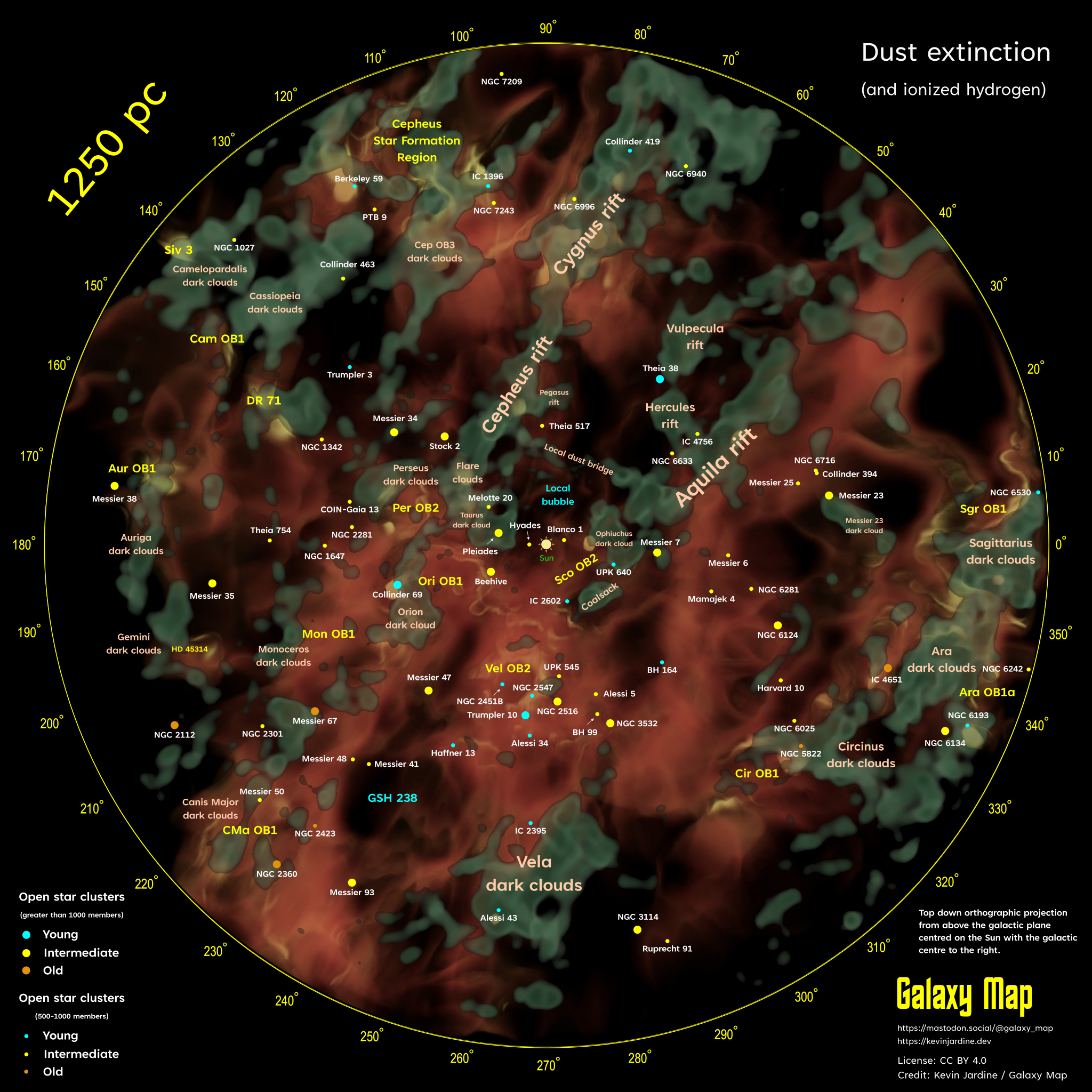
1250 pc 내의 먼지 소광

## 암흑 성운 목록
- 석탄자루 성운(하늘의 에뮤):여러 암흑 성운으로 이루어진 에뮤 모양의 고대 원주민 별자리.
- 말머리 성운:오리온자리에 위치한 암흑 성운.
- 석탄자루 성운:남십자자리에 위치한 거대한 암흑 성운.
- 콘 성운:외뿔소자리의 장미 성운 내부에 위치한 암흑 성운.
- 북쪽 석탄자루성운
- 뱀 성운:뱀주인자리(땅꾼자리)에 위치한 암흑 성운.
- B 168:코쿤 성운IC 5146의 옆에 위치한 암흑 성운
- E자형 성운:독수리자리에 위치한 암흑 성운.
- B 5
- B 8, 9, 11, 13
- B 12
- B 26-8
- B 29
- B 30-2, 225
- B 34
- B 35
- B 36
- B 40
- B 41, 43
- B 46
- B 48
- B 50, 53, 56
- B 57
- B 58
- B 61
- B 63
- B 64
- B 67α
- B 68
- B 83α
- B 84
- B 84α
- B 86
- B 84
- B 84α
- B 86
- B 87
- B 90
- B 91
- B 92
- B 93
- B 95
- B 97
- B 103
- B 112
- B 118
- B 133
- B 134
- B 139
- B 142~3
- B 148~9
- B 150
- B 152
- B 164
- B 168
- B 228
- B 244
- B 252
- B 256
- B 257
- B 259
- B 263
- B 283
- B 287
- B 303
- B 312
- B 314
- B 318
- B 334, 336~7
- B 346
- B 362
- B 364
- Be 84
- Be 135
- Be 142
- Be 149
- LDN 134
- LDN 219
- LDN 443
- LDN 557
- LDN 564
- LDN 567
- LDN 581
- LDN 582
- LDN 617
- LDN 663
- LDN 673
- LDN 684
- LDN 970
- LDN 1151
- LDN 1164
- LDN 1470
- LDN 1622
- LDN 1682
- LDN 1710
- LDN 1773

## 같이 보기
- 발광 성운